# Elecciones parlamentarias de Serbia de 2023
Las elecciones parlamentarias de Serbia de 2023 se realizaron el 17 de diciembre de 2023 para elegir a los 250 miembros de la Asamblea Nacional. Además de las elecciones parlamentarias, se celebraron elecciones provinciales y locales en Vojvodina, así como en 65 ciudades y municipios, incluida la capital, Belgrado. 
Inicialmente, las elecciones estaban programadas para el 30 de abril de 2026, pero el presidente Aleksandar Vučić convocó elecciones anticipadas, después de anunciar previamente que las elecciones anticipadas podrían celebrarse a finales de 2023 o mediados de 2024. 
El Partido Progresista Serbio (SNS) llegó al poder después de las elecciones de 2012, cuando formó un gobierno de coalición con el Partido Socialista de Serbia. En las elecciones parlamentarias de 2022, el SNS perdió su mayoría parlamentaria mientras que los partidos de la oposición regresaron a la Asamblea Nacional. La alianza Unidos por la Victoria de Serbia, que quedó en segundo lugar, se disolvió poco después de las elecciones. Ana Brnabić, primera ministra desde 2017, y su tercer gabinete tomaron posesión en octubre de 2022. Su gabinete experimentó varios cambios en 2023; Branko Ružić dimitió y Rade Basta fue destituido. El gabinete de Brnabić también estuvo involucrado en la crisis del norte de Kosovo y se enfrentó a protestas antigubernamentales de mayo a noviembre de 2023, que se desencadenaron después del tiroteo en una escuela de Belgrado y un asesinato en masa cerca de Mladenovac y Smederevo.
Los partidos de oposición que organizaron las protestas formaron en octubre la coalición «Serbia Contra la Violencia» (SPN). Los candidatos hicieron campaña sobre temas como la lucha contra el crimen y la corrupción, la reducción de la inflación y el Acuerdo de Ohrid. Vučić, a pesar de no ser ya presidente del SNS, representó principalmente al SNS durante la campaña. La Comisión Electoral de la República proclamó 18 listas electorales para las elecciones parlamentarias.

## Antecedentes
Una coalición populista, encabezada por el Partido Progresista Serbio (SNS), llegó al poder después de las elecciones de 2012, luego de formar una coalición con el Partido Socialista de Serbia (SPS).
Aleksandar Vučić, quien inicialmente se desempeñó como vice primer ministro y luego como primer ministro, fue elegido presidente en 2017 y reelegido en 2022. Desde que llegó al poder, los observadores[¿quién?] han evaluado que Serbia ha sufrido un retroceso democrático hacia el autoritarismo, seguido de una disminución de la libertad de prensa y de las libertades civiles, así como un marcado acercamiento a otros líderes populistas del continente.
En 2023, el Instituto V-Dem categorizó a Serbia como una "autocracia electoral", mientras que Freedom House señaló que el SNS "erosionó los derechos políticos y las libertades civiles, ejerció presión sobre los medios independientes, la oposición y las organizaciones de la sociedad civil".  
La coalición Juntos Podemos Hacerlo Todo, liderada por el SNS, perdió su mayoría parlamentaria en las elecciones parlamentarias de 2022, pero en las elecciones también supervisó un total de doce listas electorales, incluidas las de la oposición, que superaron el umbral del 3 por ciento. Organizaciones no gubernamentales y de seguimiento electoral informaron de que se produjeron irregularidades electorales durante la jornada electoral.Tras las elecciones, la coalición Unidos por la Victoria de Serbia (UZPS), que quedó en segundo lugar, se disolvió.
Ana Brnabić, primera ministra desde 2017, y su tercer gabinete prestaron juramento el 26 de octubre de 2022. Rade Basta, ministro del gabinete de Brnabić, expresó su apoyo a la introducción de sanciones a Rusia en marzo de 2023. Posteriormente, SPS y Serbia Unida (JS) presentaron una propuesta para destituirlo del gobierno, que tuvo éxito. En mayo de 2023, Miloš Vučević sucedió a Vučić como presidente del SNS. 

## Sistema electoral
Los 250 miembros de la Asamblea Nacional de Serbia son elegidos por representación proporcional de lista cerrada de una sola circunscripción nacional. Los escaños se asignan utilizando el método D'Hondt con un umbral electoral del 3 % de todos los votos emitidos (reducido del 5 % en las elecciones anteriores), aunque el umbral no se aplica a los partidos de minorías étnicas.
Si bien algunos partidos eligen disputar elecciones únicamente en su propio nombre, las coaliciones multipartidistas son más comunes. Esto permite que los partidos más pequeños alcancen juntos el umbral electoral, mientras que para los partidos más grandes representa una oportunidad para reunir el apoyo de secciones más diversas del electorado.